# Chládkův mlýn
Chládkův mlýn (V Koutech) v Heřmanově Městci v okrese Chrudim je vodní mlýn, který stojí jižně od centra města na Podolském potoce. Od roku 2014 je chráněn jako nemovitá kulturní památka České republiky.

## Historie
Mlýn je zmíněn roku 1444. V roce 1704 je zde uváděn mlýn o jednom složení a roku 1757 je zaznamenán v Tereziánském katastru. Existenci takzvaného českého složení dokládá mlýnská hranice s vročením 1773 a iniciálami JK, v jednom z kvádrů mlýnice je vyryta ryska s letopočtem 1876, na jiném vročení 1860.
V roce 1930 jej vlastnil mlynář Ladislav Chládek. Roku 1941 bylo ve mlýně ukončeno mletí.

## Popis
Mlýnice a obytný dům jsou pod jednou střechou, ale dispozičně oddělené. Mlýn je zděný, jednopatrový. Mlýnici dominuje masívní dvojnásobná mlýnská hranice se zdobně řešenými čelními sloupy a barokně tvarovaný sloup stropního průvlaku s letopočtem 1773.
Voda na vodní kolo vedla od jezu náhonem přes vantroky a odtokovým kanálem se vracela zpět. Roku 1757 měl mlýn pohon dvěma koly o průměru 390 cm, v roce 1906 jedním širším celodřevěným kolem na svrchní vodu o průměru 400 cm. K roku 1930 jsou uváděna 2 kola na svrchní vodu (hltnost 0,6 m³/s, spád 4,3 m, výkon 7 HP). Elektrický motor instalovaný roku 1906 zanikl.